# 吉加·博克里亞
格奥尔基·“吉加”·博克里亞（1972年4月20日—）是一位喬治亞政治家。在2010年11月至2013年11月期間，他出任統一民族運動的黨魁。在1989年至1995年期間，他就積極的參加學生運動。2008年4月至2010年11月，他曾經擔任喬治亞外交部副部長。他已經結婚。